# Допоможіть! (фільм)
«Допоможіть!» (англ. Help!) — британська музична комедія 1965 року режисера Річарда Лестера за участю музикантів рок-групи «The Beatles». Другий фільм групи «The Beatles» після кінострічки «Вечір важкого дня». Саундтрек вийшов як альбом, який також називається «Допоможіть!». Фільм підійде для будь-якої глядацької аудиторії.

## Сюжет
Рінго Старр випадково заволодів кільцем, що належить таємного жорстокому культу Калі (пародія на культ тугі). У цій релігії таким кільцем позначають людину, яка засуджена до жертвоприношення. Кільце приросло до пальця і його неможливо зняти. «Бітлз» змушені ховатися від фанатиків, що полюють на Рінго. Вони звертаються за допомогою до лікаря Футу, божевільного вченого. Коли йому не вдається зняти кільце, він вирішує теж заволодіти ним в наукових цілях.
На допомогу бітлам приходить дівчина, яку звати Ахме, зрадниця культу. Ахме стверджує, що кільце не пристає до сміливців, і якби Рінго був сміливішим, проблем би не виникло. Вона пропонує зняти кільце з пальця за допомогою маленької дози речовини, яка зменшує предмети. Помилково доза цього засобу дістається Полу Маккартні, і він на деякий час стає карликом. Погоня за групою триває, музиканти намагаються звернутися в поліцію, але вона безсила. Фанатики в результаті захоплюють Рінго і, зв'язавши його, погрожують помститися іншим учасникам групи. У спробі врятувати друзів Рінго проявляє мужність і знімає кільце з рук

## У ролях
- Джон Леннон — в ролі самого себе
- Пол Маккартні — в ролі самого себе
- Джордж Гаррісон — в ролі самого себе
- Рінго Старр — в ролі самого себе
- Елеанор Брон — Ахме
- Лео Маккерн — Кланг
- Джон Блатгал — Бхута
- Патрік Каргілл — суперінтендант Глюк
- Віктор Спінетті — Фут
- Рой Кіннер — Алджерн
- Елфі Басс — швейцар
- Воррен Мітчелл — Абдул
- Пітер Коплі — ювелір
- Брюс Лейсі — Лоун Мавер

## Пісні
У фільмі звучали такі пісні:
- Help!
- You're Going To Lose That Girl
- You've Got To Hide Your Love Away
- Ticket To Ride
- The Night Before
- I Need You
- Another Girl
- She's a Woman
- A Hard Day's Night (звучит только в инструментальной версии)
- I'm Happy Just to Dance with You (звучит только в инструментальной версии)
- You Can't Do That (звучит только в инструментальной версии)